# Ullerslev (Avnede Sogn)
Ullerslev er en landsby mellem Nakskov og Søllested på Vestlolland. Ullerslev hører til Avnede Sogn.
Nærmeste togstation på Lollandsbanen er i Lille Avnede lidt nord for Ullerslev. Buslinje 791 mod Nakskov station kører fra stoppestedet Vink-Toftegårdsvej i Ullerslev til Avnede (Ullerslevvej), men kun én gang om dagen og med ca. 1 times køretid.
Den hørte indtil 1970 til Lollands Sønder Herred, Maribo Amt.